# Xan de Waard
Xan de Waard (8 de novembro de 1995) é uma jogadora de hóquei sobre a grama neerlandesa, medalhista olímpica.

## Carreira
Xan de Waard integrou o elenco da Seleção Neerlandesa Feminina de Hóquei Sobre Grama, nas Olimpíadas de 2016, conquistando a medalha de prata.
De Waard fez sua estreia na seleção holandesa de hóquei em 4 de fevereiro de 2013, durante uma partida internacional contra a Austrália (empate em 2 a 2) em um torneio amistoso na África do Sul. Nesse mesmo ano, ela também foi selecionada para a Liga Mundial de Hóquei e depois incluída na seleção final da Copa do Mundo de 2014, em Haia. Com o laranja, onde costuma atuar como meio-campista, De Waard sagrou-se bicampeã olímpica (2020, 2024), tricampeã mundial (2014, 2018, 2022) e tricampeã europeia (2017, 2019, 2023).